# Preply
Preply е онлайн платформа за езиково обучение, свързващ преподаватели със стотици хиляди потребители в 180 страни по света. Повече от 35 000 преподаватели преподават над 50 езика, задвижвани от алгоритъм за машинно самообучение, който препоръчва най-добрите преподаватели за всеки потребител. Основана в Съединените щати през 2012 г. от трима украинци – Кирил Бигай, Сергей Лукьяно и Дмитрий Волошин, Preply се разраства от екип от 3 души до компания с над 500 служители от 60 различни националности. С офиси в Барселона, Ню Йорк и Киев служителите работят в 30 страни в Европа, САЩ, Африка, Азия и Латинска Америка.

## История
Компанията е основана през 2012 г. от украинските предприемачи Кирил Бигай, Сергей Лукьяно и Дмитрий Волошин. Уебсайтът preply.com стартира през ноември 2013 г. с акцент върху онлайн езиковото обучение.
На 31 август 2013 г. Preply става водещ украински образователен стартъп след първоначална инвестиция от 180 000 долара от Семьон Дукач, Боря Шахнович, Вадим Ясиновски, Дан Паско, Торбен Майгард и Vostok Ventures.
През 2013 г. компанията започва разширяване на пазарите на Украйна, Беларус, Русия, Казахстан и Полша.
През 2016 г. платформата Preply е преструктурирана чрез добавяне на алгоритъм за класиране на машинно обучение за препоръки и класификация на преподаватели. Preply набира 1,3 милиона долара финансиране от инвеститори като Techstars, SMRK VCDigital и Arthur Kosten. Екипът отбелязва значителен растеж, като броят на служителите достига 100, отбелязвайки седемкратно увеличение за по-малко от три години.
През 2018 г. Preply Classroom (предишно пространство Preply) стартира като цялостна екосистема за езиково обучение с интегрирана видео платформа, онлайн чат, споделяне на екрана и др.
През 2019 г. Preply отваря нов офис в Барселона, Испания, и разширява услугите си на пазарите в Обединеното кралство, Германия и Испания.
През 2021 г. Preply натрупва общо 50,6 милиона долара инвестиции чрез 8 кръга на финансиране.
През февруари 2022 г. украинските съоснователи на компанията се изправят пред руското нападение над Украйна и осигуряват безопасността и подкрепата на украинските служители на Preply и техните семейства. През юли 2022 г. Preply събира допълнителни 50 милиона долара инвестиции.
През август 2023 г. Preply разширява своя трети кръг финансиране с допълнително увеличение от 70 млн. долара, водено от Horizon Capital. Повишението е обявено в тандем с пускането на AI асистента на Preply. Новите средства ще бъдат използвани за разширяване на лидерството в категорията на работещи с изкуствен интелект човешки учители. Компанията отваря и офис в Ню Йорк.

## Продукт
Продуктът на Preply се основава на човешко обучение, задвижвано от изкуствен интелект. Компанията използва алгоритъм за машинно самообучение, за да увеличи ефективността на съпоставяне между учащи и преподаватели по различни параметри като цена, наличност, държава на раждане, други говорими езици, учебни цели и други.
Preply предлага курсове на 50 езика, с преподаватели, функциониращи като независими изпълнители, които определят свои собствени тарифи и графици.

## Признание
През май 2020 г. Preply печели „The Revenue Hack of 2020“ на Украинските награди за стартъп.
През юли 2021 г. Preply е финалист за наградата Europas за 2021 г. за „Най-горещото стартиране на edTech в Европа“.

## Политики
Съгласно политиката за възстановяване на средства възстановяването на сумата е възможно в рамките на 28 дни от плащането. Комисионната за всеки пробен урок с нов ученик е 100%. За всички следващи уроци преподавателят заплаща процент от почасовата ставка (между 18% и 33%).